# 施瓦茨山 (維內迪傑山脈)
47°09′01″N 12°23′32″E / 47.150191°N 12.392114°E

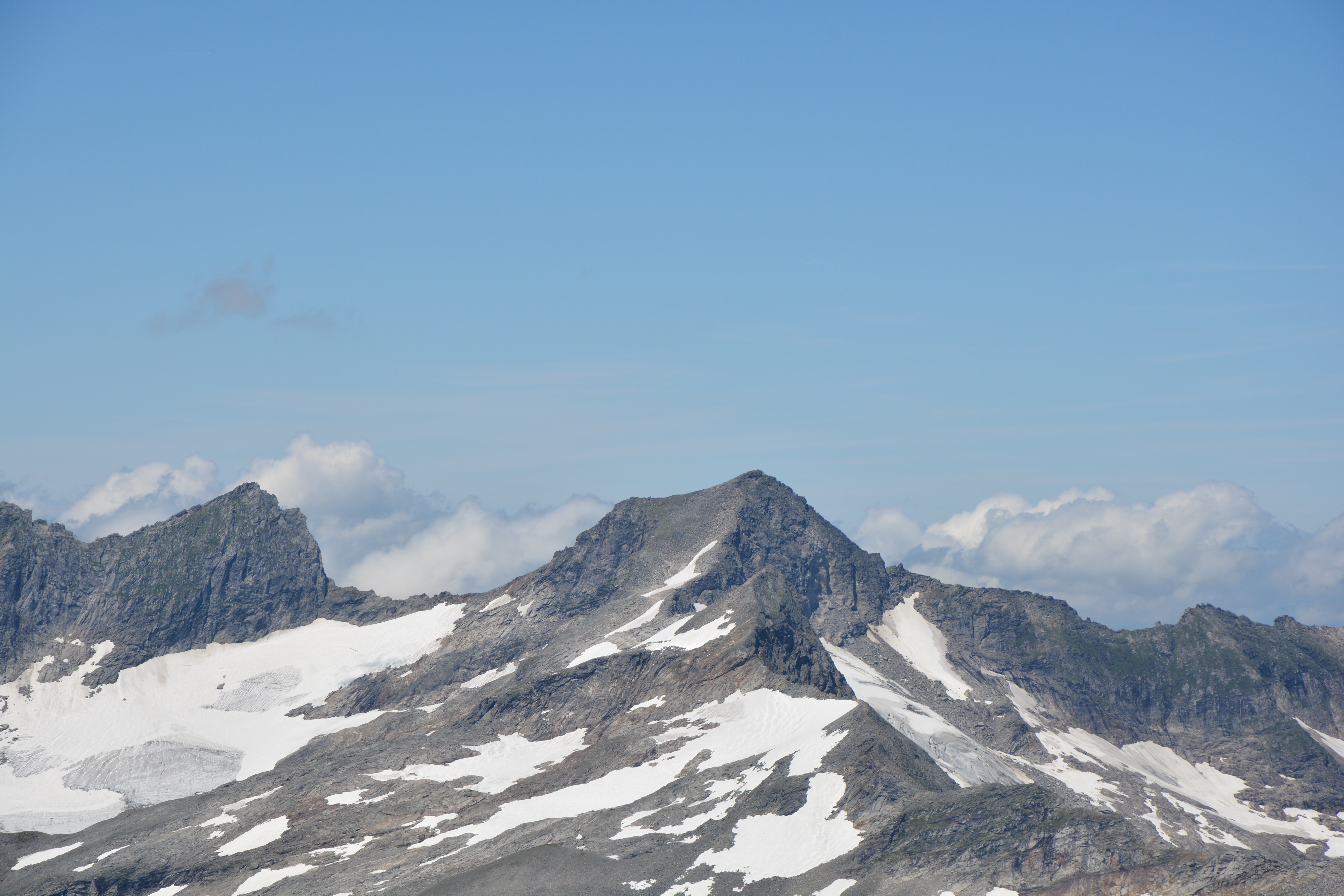

施瓦茨山（德語：Schwarzkopf），是奧地利的山峰，位於該國中部，處於薩爾茨堡州和蒂羅爾州接壤的邊界，屬於維內迪傑山脈的一部分，距離克拉特岑山0.6公里，海拔高度2,996米，每年平均降雨量1,971毫米，人類在1897年6月29日首次登頂。